# Герб Сенькового (Куп'янський район)
Герб Се́нькового — один з офіційних символів села Сенькове, Куп'янський район Харківської області, затверджений рішенням сесії Сеньківської сільської ради.

## Опис
Щит перетятий лазуровим та червоним. На першій частині золота церква. На другій покладені навхрест золотий мушкет дулом догори і шабля вістрям додолу, супроводжувані вгорі козацькою шапкою. По боках щита срібні нитяні стовпи. Герб облямований декоративним картушем і прикрашений сільською короною.
Церква — пам'ять про тих, хто зумів зберегти тутешній храм у часи боротьби з релігією. Фігура з перехрещених мушкета і шаблі — символ перших поселенців, які зі зброєю відстоювали рідні домівки. Хвилясті стовпи — знак тутешніх річок: Осколу, Синихи, Сенька. Козацька шапка — нагадування про те, що засновниками села були козаки.